# 樊成华
樊成华（1967年12月—）是中华人民共和国的汉族政治人物。他来自河北邢台，现任中共邯郸市委副书记，邯郸市人民政府市长。

## 生平
曾任河北省发展和改革委员会党组成员、副主任（正厅级），2020年3月出任中共邯郸市委副书记，2021年2月当选为邯郸市人民政府市长。